# Могилівське братство
Могилівське братство (Могилівське Спаське братство) — національно-релігійна громадська організація православних білоруських шляхтичів та міщан Могильова-на-Дніпрі (Велике князівство Литовське) наприкінці XVII—XIX ст. Слід не плутати з Могилівським братством, яке існувало в Могилеві-Подільському, яке було утворено у 1597 році.

## Історія
Було утворено у 1589 році при Спаському монастирі для захисту прав православних підданих. У липні того ж року отримало благословенну грамоту від константинопольського патріарха Єремії II, що мешкав у Замостьє. Становище братства значно погіршилося після укладання берестейської релігійної унії. У 1618 році відомий «гонитель православ'я» Йосафат Кунцевич відібрав у братства Спаський монастир, але школу братчикам вдалося «утримати за собою» до 1624 року.
Після того, як литовсько-польський престол у 1632 році посів король Владислав IV, який волів повернути православним свободу віросповідання, православні мешканці Могильова почали клопотати про «такі права для свого братства, якими користувалися братства віленське і львівське». 1633 року братство отримало від константинопольського патріарха Кирила Лукариса права ставропігії. Того ж року наказом короля братство повернуло у власність церкви. Водночас братство почало спорудження нового монастиря, що отримав назву Богоявленського.
Отримувало значні кошти від своїх братчиків, насамперед шляхти, війтів, радців. Це дозволяло кредитувати коштами сусідню знать, торговців. Також братство допомагало церковним православним ієрархам. До прикладу, митрополиту Петру Могилі надали велику грошову допомогу. Митрополит у своїй грамоті від 4 листопада 1634 року подякував і висловив надію, що братчики й надалі будуть відігравати важливу роль у підтримці православ'я.
У 1630—1640-х роках відбулося значне піднесення братства. Фінансове становище значно погіршилося у зв'язку з війнами з Московським царством та королівством Швеція у 1650—1660-х роках. У 1676 році сейм видав постанову, за якою заборонялося підтримувати контакти з вселенським та іншими патріархами й підкорятися місцевому єпископу. З цього моменту повноваження братства дещо звузилися.
Незважаючи на усі утиски з боку греко-католицької церкви та католиків, Могилівське братство зуміло проіснувати до початку XIX ст. Значну підтримку отримувало від єпископа Георгія Кониського. Деякий час братство існувало навіть після приєднання білоруських земель до Російської імперії. Було ліквідовано в часи імператора Миколи I.

## Діяльність

### Школа
Разом з утворенням братства було засновано школу, яке отримало «благословенну грамоту» в липні 1589 року. Воно стало керуватися статутом Львівського братства. У грамоті короля Сигізмунда III, наданій Могилівському Спаському братству 21 березня 1597 року, було вказано, що в братській школі «детей братьи уписной и убогих сирот языка и письма словеньского, руского, греческого, латиньского и польского накладом братским дармо учити повинны», і дозволяється тримати «людей в писме учоных, особ духовных и светских, для науки школной, до проповеди слова Божого».
Школа перейшла у відання нового православного братства при церкві Входу Господнього в Єрусалимі, яке 1602 року отримало від короля Сигізмунда III грамоту для підтвердження своїх установ.
Грамоти Владислава IV 1633 року дозволили Могилівському братству створити «школы наук вызволенных, языков вшеляких мети, семинарии и школы фундовати».

### Друкарня
Для своїх культурно-освітніх потреб рано заклало собі друкарню. Створено десь у 1590-х роках, початкові могилівські друки до тепер не збереглися. Першим відомим друком є «Служебник», що вийшов 1616 року. Його перевидано у 1617 році. 1619 року надруковано «Євангеліє учительне» Кирила Транквіліона Ставровецького.
У 1633 року Могилівський Богоявленський монастир отримав дозвіл на відкриття друкарні «для друкування навчальних та інших духовних і світських книг мовами: руською, грецькою, латинською і польською».
У 1636 році виданням книг при підтримці Могилівського братства займався Спиридон Соболь, син могилівського бургомістра Богдана Соболя, згаданого серед перших братчиків у статуті 1597 року. За три роки С.Соболь надрукував «Буквар словенського язика» (1636 рік), «Псалтир» (1637 рік), «Тестамент» (1638 рік), перевидання «Апостола» (1637 рік) і «Октоїха» (1638 рік).
Власне друкарню Могилівського братства було створено лише в останній чверті XVII ст., після того, як 1676 року воно отримало від короля Яна III Собєського новий привілей на облаштування друкарні. Перша книга цієї друкарні, відома бібліографам, датується 1688 роком. Могилівське братство здало друкарню в оренду Максиму Вощанці з умовою, щоб він друкував книги своїм коштом, віддаючи частину виручки у братську скарбницю, і вказував на виданнях «ім'я братства». У 1698 році М. Вощанку скерували до Варшави на коронацію Августа II як посла від міста і братства для отримання підтвердження їхніх давніх королівських привілеїв. Але він отримав привілей лише особисто для себе. М. Вощанка переніс друкарню до своєї квартири, почав видавати книги під своїм іменем, і навіть не хотів виплачувати гроші за попередній час від 1690 року. Братство звернулося зі скаргою до митрополита Київського і водночас розпочало проти М. Вощанки суд у місцевому магістраті. Справа тягнулася близько чотирьох років, доки М. Вощанка не помер у 1708 році.
У 1699 році надруковано «Перло многоцінноє» Кирила Транквіліона Ставровецького. Того ж року тут вийшло третє видання твору письменника І.Галятовського «Небо Новоє».